# Carlo IV di Borbone-Vendôme
Carlo I di Borbone-Vendôme o Carlo IV di Borbone (Vendôme, 2 giugno 1489 – Amiens, 25 marzo 1537) fu il primo Duca di Vendôme ed ereditò dalla linea dei Borbone-Montpensier il titolo di duca di Borbone.

## Biografia
Era il figlio di Francesco I di Borbone-Vendôme, e di sua moglie, Maria di Lussemburgo-Saint-Pol.
Carlo succedette a suo padre come Conte di Vendôme nel 1495. La prima campagna militare di Carlo fu in Italia, sotto Luigi XII di Francia. Nel 1514, fu creato duca di Vendôme quando la contea di Vendôme fu elevata in un ducato. Combatté nella battaglia di Marignano (1515) e partecipò alla campagna fiamminga. Grazie alla sua lealtà verso il re, fu nominato capo del consiglio quando Francesco I fu fatto prigioniero nella battaglia di Pavia.
Le successive morti dei cugini Carlo IV, duca d'Alençon (1525) e di Carlo III, duca di Borbone (1527), lo resero il quarto in linea di successione al trono, proprio dietro i figli del re. Carlo è stato anche erede del ducato di Borbone, ma fu confiscato dalla corona dal tradimento dell'ultimo detentore. Alla morte del Connestabile nel 1527, divenne Capo della Casa di Borbone.

## Matrimonio
Sposò, 18 maggio 1513, Francesca d'Alençon, figlia di Renato d'Alençon, duca d'Alençon. Ebbero tredici figli:
- Luigi (1514-1516) conte di Marle;
- Maria (1515-1538);
- Margherita (1516-1589), sposò Francesco I di Clèves, duca di Nevers[6];
- Antonio (1518-1562), duca di Borbone e di Vendôme, re di Navarra, padre di Enrico IV di Francia[2];
- Francesco (1519-1546), conte d'Enghien;
- Maddalena (1521-1561), badessa a Poitiers;
- Luigi (1522-1525)
- Carlo (1523-1590), cardinale, arcivescovo di Rouen, proclamato anche re di Francia  (come Carlo X) dalla Lega Cattolica all'epoca dell'ascesa al trono del nipote protestante Enrico di Borbone-Navarra;
- Caterina (1525-1594), badessa a Soissons;
- Renata (1527-1583), badessa di Chelles;
- Giovanni (1528-1557), conte di Soissons e duca di Estouteville;
- Luigi (1535-1569), principe di Condé;
- Eleonora (1532-1611), badessa di Fontevrault.

## Ascendenza
|                                    |                                |                                   | Genitori              |  |  | Nonni |  |  | Bisnonni           |  |  | Trisnonni                       |  |
|                                    |                                |                                   |                       |  |  |       |  |  | Luigi I di Vendôme |  |  | Giovanni I di Borbone-La Marche |  |
|                                    |                                |                                   |                       |  |  |       |  |  | Luigi I di Vendôme |  |  | Giovanni I di Borbone-La Marche |  |
|                                    |                                | Caterina di Vendôme               |                       |  |  |       |  |  | Luigi I di Vendôme |  |  |                                 |  |
| Giovanni VIII di Borbone-Vendôme   |                                |                                   |                       |  |  |       |  |  | Luigi I di Vendôme |  |  |                                 |  |
|                                    |                                | Jeanne de La Val                  | Guy XIII de Laval     |  |  |       |  |  |                    |  |  |                                 |  |
|                                    |                                | Jeanne de La Val                  | Guy XIII de Laval     |  |  |       |  |  |                    |  |  |                                 |  |
|                                    |                                | Jeanne de La Val                  | Anne de Laval         |  |  |       |  |  |                    |  |  |                                 |  |
| Francesco I di Borbone-Vendôme     |                                | Jeanne de La Val                  |                       |  |  |       |  |  |                    |  |  |                                 |  |
|                                    |                                | Luigi di Beauvau                  | Pierre de Beauveau    |  |  |       |  |  |                    |  |  |                                 |  |
|                                    |                                | Luigi di Beauvau                  | Pierre de Beauveau    |  |  |       |  |  |                    |  |  |                                 |  |
|                                    |                                | Luigi di Beauvau                  | Jeanne de Craon       |  |  |       |  |  |                    |  |  |                                 |  |
| Isabelle de Beauvau                |                                | Luigi di Beauvau                  |                       |  |  |       |  |  |                    |  |  |                                 |  |
|                                    |                                | Marguerite de Chambley            | Ferri V de Chambley   |  |  |       |  |  |                    |  |  |                                 |  |
|                                    |                                | Marguerite de Chambley            | Ferri V de Chambley   |  |  |       |  |  |                    |  |  |                                 |  |
|                                    |                                | Marguerite de Chambley            | Jeanne de Launoy      |  |  |       |  |  |                    |  |  |                                 |  |
| Carlo IV di Borbone-Vendôme        |                                | Marguerite de Chambley            |                       |  |  |       |  |  |                    |  |  |                                 |  |
|                                    | Luigi di Lussemburgo-Saint-Pol | Pietro I di Lussemburgo-Saint Pol |                       |  |  |       |  |  |                    |  |  |                                 |  |
|                                    | Luigi di Lussemburgo-Saint-Pol | Pietro I di Lussemburgo-Saint Pol |                       |  |  |       |  |  |                    |  |  |                                 |  |
|                                    | Luigi di Lussemburgo-Saint-Pol | Margherita del Balzo              |                       |  |  |       |  |  |                    |  |  |                                 |  |
| Pietro II di Lussemburgo-Saint-Pol | Luigi di Lussemburgo-Saint-Pol |                                   |                       |  |  |       |  |  |                    |  |  |                                 |  |
|                                    |                                | Giovanna di Marle                 | Robert de Bar         |  |  |       |  |  |                    |  |  |                                 |  |
|                                    |                                | Giovanna di Marle                 | Robert de Bar         |  |  |       |  |  |                    |  |  |                                 |  |
|                                    |                                | Giovanna di Marle                 | Jeanne de Béthune     |  |  |       |  |  |                    |  |  |                                 |  |
| Maria di Lussemburgo-Saint-Paul    |                                | Giovanna di Marle                 |                       |  |  |       |  |  |                    |  |  |                                 |  |
|                                    |                                | Ludovico di Savoia                | Amedeo VIII di Savoia |  |  |       |  |  |                    |  |  |                                 |  |
|                                    |                                | Ludovico di Savoia                | Amedeo VIII di Savoia |  |  |       |  |  |                    |  |  |                                 |  |
|                                    |                                | Ludovico di Savoia                | Maria di Borgogna     |  |  |       |  |  |                    |  |  |                                 |  |
| Margherita di Savoia               |                                | Ludovico di Savoia                |                       |  |  |       |  |  |                    |  |  |                                 |  |
|                                    |                                | Anna di Lusignano                 | Giano di Cipro        |  |  |       |  |  |                    |  |  |                                 |  |
|                                    |                                | Anna di Lusignano                 | Giano di Cipro        |  |  |       |  |  |                    |  |  |                                 |  |
|                                    |                                | Anna di Lusignano                 | Carlotta di Borbone   |  |  |       |  |  |                    |  |  |                                 |  |
|                                    |                                | Anna di Lusignano                 |                       |  |  |       |  |  |                    |  |  |                                 |  |